# Satz von Bing-Nagata-Smirnow
Der Satz von Bing-Nagata-Smirnow (nach R. H. Bing, J. Nagata und J. M. Smirnow) ist ein Satz aus dem mathematischen Teilgebiet der Topologie, der diejenigen topologischen Räume charakterisiert, deren Topologie durch eine Metrik definiert werden kann.

## Das Problem
Bei einer ersten Abstraktion der in {\displaystyle \mathbb {R} } oder {\displaystyle \mathbb {R} ^{n}} untersuchten Konvergenz stellt man fest, dass es genügt, einen Abstandsbegriff zu haben. Das führt zwanglos zum Begriff des metrischen Raums. In einer weiteren Abstraktion bezieht man sich nur noch auf offene Mengen und kommt so zum topologischen Raum. 
Nicht jeder topologische Raum ist metrisierbar: Nicht zu jedem topologischen Raum existiert eine Metrik, sodass sich die offenen Mengen jener Topologie genau aus den durch den Abstandsbegriff der Metrik definierten offenen Kugeln ergeben. Es liegt daher nahe zu fragen, welche topologischen Räume metrisierbar sind, wobei man nach Bedingungen sucht, die nicht über Strukturen oder Eigenschaften argumentieren, die sich nicht ausgehend von beliebigen topologischen Räumen definieren können (wie etwa Metriken: auch im Falle metrisierbarer Räume lässt sich nicht die Metrik des Raums definieren). Dies ist das sogenannte Metrisationsproblem, das lange offen war und durch den Satz von Bing-Nagata-Smirnow gelöst wurde.

## Topologische Begriffe
Die zur Charakterisierung der metrischen Räume erforderlichen topologischen Begriffe werden hier kurz zusammengestellt. Raumklassen mit rein topologischen Definitionen sind:
- Hausdorffraum: Ein topologischer Raum {\displaystyle X} ist Hausdorffraum, wenn es zu je zwei verschiedenen Punkten {\displaystyle x,y\in X} disjunkte, offene Mengen {\displaystyle U,V\subset X} gibt mit {\displaystyle x\in U} und {\displaystyle y\in V}.
- Regulärer Raum: Ein topologischer Raum {\displaystyle X} heißt regulär, wenn es zu jeder abgeschlossenen Menge {\displaystyle A\subset X} und jedem {\displaystyle x\in X\setminus A} disjunkte, offene Mengen {\displaystyle U,V\subset X} gibt mit {\displaystyle A\subset U} und {\displaystyle x\in V}.

Auch die folgenden Begriffe sind rein topologischer Natur, das heißt, ihre Definitionen verwenden nur offene Mengen:
- Eine Familie {\displaystyle {\mathcal {V}}} von Teilmengen eines topologischen Raums {\displaystyle X} heißt diskret, wenn es zu jedem Punkt {\displaystyle x\in X} eine offene Menge {\displaystyle U\subset X} gibt mit {\displaystyle x\in U} und {\displaystyle U\cap V=\emptyset } für alle {\displaystyle V\in {\mathcal {V}}} bis auf höchstens eine Ausnahme.

- Eine Familie {\displaystyle {\mathcal {V}}} von Teilmengen eines topologischen Raums {\displaystyle X} heißt lokalendlich, wenn es zu jedem Punkt {\displaystyle x\in X} eine offene Menge {\displaystyle U\subset X} gibt mit {\displaystyle x\in U} und {\displaystyle U\cap V=\emptyset } für alle {\displaystyle V\in {\mathcal {V}}} bis auf höchstens endlich viele Ausnahmen.

- Eine Familie {\displaystyle {\mathcal {V}}} von Teilmengen eines topologischen Raums {\displaystyle X} heißt {\displaystyle \sigma }-diskret, wenn es abzählbar viele diskrete Systeme {\displaystyle {\mathcal {V}}_{n}} gibt mit {\displaystyle {\mathcal {V}}=\bigcup _{n\in \mathbb {N} }{\mathcal {V}}_{n}}. Entsprechend heißt {\displaystyle {\mathcal {V}}} {\displaystyle \sigma }-lokalendlich, wenn es abzählbar viele lokalendliche Systeme {\displaystyle {\mathcal {V}}_{n}} gibt mit {\displaystyle {\mathcal {V}}=\bigcup _{n\in \mathbb {N} }{\mathcal {V}}_{n}}.

- Eine Familie {\displaystyle {\mathcal {V}}} von Teilmengen eines topologischen Raums {\displaystyle X} heißt eine Basis des Raums, wenn jedes {\displaystyle V\in {\mathcal {V}}} offen ist und jede offene Menge in {\displaystyle X} als Vereinigung von Mengen aus {\displaystyle {\mathcal {V}}} geschrieben werden kann.

## Formulierung des Satzes
Der folgende Satz von Bing-Nagata-Smirnow löst das Metrisationsproblem:
Für einen topologischen Raum {\displaystyle X} sind folgende Aussagen äquivalent:
- {\displaystyle X} ist metrisierbar.
- {\displaystyle X} ist ein regulärer Hausdorffraum mit einer {\displaystyle \sigma }-diskreten Basis.
- {\displaystyle X} ist ein regulärer Hausdorffraum mit einer {\displaystyle \sigma }-lokalendlichen Basis.

## Bemerkungen

### Historische Bemerkung
Der Metrisierbarkeitssatz wurde Anfang der 1950er Jahre unabhängig von Bing, Nagata und Smirnow gefunden, die Version mit der {\displaystyle \sigma }-diskreten Basis stammt von Bing, die Version mit der {\displaystyle \sigma }-lokalendlichen Basis stammt, ebenfalls unabhängig, von Nagata und Smirnow.
Bereits in den 1920er Jahren waren von Urysohn Spezialfälle bewiesen worden:
- Ein normaler Raum mit einer abzählbaren Basis ist homöomorph zu einer Teilmenge des Hilbertraums {\displaystyle \ell ^{2}} und daher metrisierbar.
- Ein kompakter Hausdorffraum ist genau dann metrisierbar, wenn er eine abzählbare Basis besitzt.

### Räume mit abzählbarer Basis
Eine wichtige Folgerung aus obigem Satz von Bing-Nagata-Smirnow ist:
Für topologische Räume mit einer abzählbaren Basis sind folgende Aussagen äquivalent:
1. {\displaystyle X} ist metrisierbar
2. {\displaystyle X} ist parakompakter Hausdorffraum
3. {\displaystyle X} ist normaler Hausdorffraum
4. {\displaystyle X} ist regulärer Hausdorffraum

Die Implikationen 1 {\displaystyle \Rightarrow } 2 {\displaystyle \Rightarrow } 3 {\displaystyle \Rightarrow } 4 sind vergleichsweise einfach. Da eine abzählbare Basis natürlich {\displaystyle \sigma }-diskret ist, folgt 4 {\displaystyle \Rightarrow } 1 aus dem  Satz von Bing-Nagata-Smirnow.
Dieser Satz ist auch als Metrisierbarkeitssatz von Urysohn bekannt.

### Verallgemeinerungen metrischer Räume
Der Satz von Bing-Nagata-Smirnow hat zu Verallgemeinerungen des metrischen Raums geführt, in dem die Bedingungen an die Eigenschaften der Basis abgeschwächt wurden. Eine Familie {\displaystyle {\mathcal {V}}} von Teilmengen eines topologischen Raums {\displaystyle X} heißt Abschluss-erhaltend, wenn für jede Teilfamilie {\displaystyle {\mathcal {U}}\subset {\mathcal {V}}} die Beziehung {\displaystyle \textstyle \bigcup _{U\in {\mathcal {U}}}{\overline {U}}={\overline {\bigcup _{U\in {\mathcal {U}}}U}}} besteht, und die Familie heißt {\displaystyle \sigma }-Abschluss-erhaltend, wenn sie eine abzählbare Vereinigung Abschluss-erhaltender Familien ist. 
Man nennt einen regulären Hausdorffraum, der eine {\displaystyle \sigma }-Abschluss-erhaltende Basis besitzt, einen {\displaystyle M_{1}}-Raum. Da {\displaystyle \sigma }-lokalendliche Familien {\displaystyle \sigma }-Abschluss-erhaltend sind, zeigt obiger Satz von Bing-Nagata-Smirnow, dass {\displaystyle M_{1}}-Räume Verallgemeinerungen metrischer Räume sind. Weitere Abschwächungen dieser Art führen zu weiteren Raumklassen.